# Tina Malone
 (mai 2018).
Si vous disposez d'ouvrages ou d'articles de référence ou si vous connaissez des sites web de qualité traitant du thème abordé ici, merci de compléter l'article en donnant les références utiles à sa vérifiabilité et en les liant à la section « Notes et références ».
Christina "Tina" Malone, née le 30 janvier 1963 à Toxteth à Liverpool, est une actrice, scénariste, réalisatrice et productrice britannique, surtout connue pour avoir joué le rôle de Mimi Maguire dans la série Shameless. Elle a également joué Mo McGee dans Brookside. Elle a fait une apparition dans Celebrity Big Brother 6 en janvier 2009.

## Biographie
Tina Malone est la fille d' Olwyn et de Frank Malone. Elle fréquente l'école secondaire pour filles de Liverpool Institute et Childwall Collège. 

### Carrière
Malone joue Mo McGee dans Brookside de 1993 à 1998. Son rôle le plus connu est Mimi Maguire dans Shameless de 2004 à 2013. Le 2 janvier elle entre dans la maison Celebrity Big Brother 6. Elle est la septième personne à entrer. Le 16 janvier, elle est la deuxième personne à être expulsée de la Celebrity Big Brother House.
Du 8 au 11 septembre 2009, Malone réalise et joue dans la pièce de théâtre de Kerry Williams, MeeT ThE DeAN, au Unity Théâtre de Liverpool.
En 2013, elle apparait dans The Chase Celebrity Special (série 3, épisode 3). Elle et les autres membres de l'équipe, notamment Hilary Jones et Charlotte Jackson, battent The Chaser, Paul Sinha et gagnent 100 000 livres pour la charité dont 8 000 livres qu'elle a accumulé personnellement.
En 2019, elle est candidate de la deuxième saison de Celebs on the Farm.

### Vie personnelle
Malone dirige sa propre école de théâtre, To Be Frank Productions, à Manchester, ou elle vit. L'école produit des pièces dans des théâtres locaux de Liverpool, comme le théâtre Everyman. L'école d'art dramatique porte le nom de son défunt père, Frank Malone. Elle avait également l'habitude de gérer une agence avec Dean Sullivan appelée DSTM. Malone a déclaré qu'elle souffre de TOC et qu'elle est bipolaire. En mai 2012, elle a été déclarée en faillite.                                                 

### Relation
En août 2009, Malone est apparue dans un programme de la BBC Three intitulé Parents les plus embêtant de Grande-Bretagne, avec sa fille Dannielle (née en 1982). Elle a épousé Paul Chase le 29 août 2010. Il est de 19 ans plus jeune qu'elle. Malone est apparue sur Celebrity Four Weddings en décembre 2010, qu'elle a remporté. Elle est également apparue dans Scousers à St Helens le 26 octobre 2010. 
Le 16 mai 2013, Malone et Chase ont annoncé qu'elle était enceinte à l'âge de 50 ans sur This Morning. Sa fille, Flamme, est née le 15 décembre 2013. Le nom est venue pendant que Malone regardait la télé ; un reportage était sur Flame Brewer[réf. nécessaire].

## Filmographie
- 1992 : Une longue journée qui s'achève (film) : ?
- 2003 : Starhunter : ?
- 2004-2013 : Shameless (série télévisée) : Mimi Maguire
- ? : Brookside (série télévisée) : Mo McGee[2]